# Fotbal Club FCSB 2022-2023
Questa voce raccoglie le informazioni riguardanti il Fotbal Club FCSB nelle competizioni ufficiali della stagione 2022-2023.

## Stagione
Nella stagione 2022-2023 il FCSB disputa il campionato di Liga I, dopo il secondo posto della stagione precedente.
Dopo un avvio incerto, che porta all'avvicendamento di vari allenatori (Anton Petrea, Nicolae Dică e la coppia composta da Leonard Strizu e Mihai Pintilii), la squadra si riprende a metà campionato e alla fine riesce a centrare il terzo posto della stagione regolare e a guadagnare l'accesso alla Poule scudetto. Per questa fase viene selezionato come nuovo tecnico il cipriota Īlias Charalampous.
Dopo una serie di risultati positivi e in lotta per il titolo, il FCSB perde 3-2 la sfida decisiva del 21 maggio 2023 alla penultima giornata contro il Farul Costanza capolista, che decreta il secondo posto finale della squadra di Bucarest.
In Europa supera i turni di qualificazione di Conference League, ma nella fase a gironi ottiene solamente 2 punti, chiudendo il gruppo B all'ultimo posto.
In Coppa di Romania, pur imbattuto, il FCSB viene eliminato nella fase a gironi.

## Divise e sponsor
Lo sponsor tecnico per la stagione 2022-2023 è Nike, mentre il main sponsor è Betano.
| Casa | Trasferta | Terza divisa |

## Organigramma societario
Area direttiva
- Presidente: Valeriu Argaseală
- Direttore generale: Mihai Stoica
- Vice presidente: Iulian Ghiorghișor
- Direttore del settore giovanile: Corneliu Ionescu

Area organizzativa
- Segretario generale: Sorin Pitu
- Team manager: Marius Ianuli
- Responsabile ordine e sicurezza: Adrian Ianuli
- Responsabile sociale: Robert Ioan

Area comunicazione
- Ufficio stampa: Cătălin Făiniși

Area marketing
- Ufficio marketing: Tănase Culețu

Area tecnica
- Allenatore in seconda: Mihai Pintilii
- Preparatori atletici: Thomas Neubert, Lucian Filip, Horea Codorean
- Preparatore dei portieri: Marius Popa
- Analista video: Ovidiu Petre
- Analista: Marius Francisc

Area sanitaria
- Medici sociali: Flavian Arămitu
- Assistente medico: Costică Moroiu
- Massaggiatori: Cătălin Fandel, Sorin Cristof
- Fisioterapisti: Ovidiu Kurti, Adrian Neacșu

## Rosa
Rosa e numerazione aggiornate al 23 aprile 2023.
| N. |                    | Ruolo | Calciatore       |
| -- | ------------------ | ----- | ---------------- |
| 1  | Romania (bandiera) | P     | Răzvan Ducan     |
| 2  | Romania (bandiera) | D     | Valentin Crețu   |
| 3  | Romania (bandiera) | D     | Ionuț Panțîru    |
| 5  | Camerun (bandiera) | D     | Joyskim Dawa     |
| 6  | Romania (bandiera) | D     | Denis Haruț      |
| 7  | Romania (bandiera) | A     | Florinel Coman   |
| 8  | Romania (bandiera) | C     | Adrian Șut       |
| 9  | Romania (bandiera) | A     | Ianis Stoica     |
| 10 | Romania (bandiera) | C     | Florin Tănase    |
| 10 | Romania (bandiera) | A     | Octavian Popescu |
| 11 | Romania (bandiera) | C     | David Miculescu  |
| 12 | Romania (bandiera) | P     | Alexandru Maxim  |
| 13 | Romania (bandiera) | A     | Andrei Dumiter   |
| 14 | Romania (bandiera) | C     | Matei Tănasă     |
| 15 | Romania (bandiera) | C     | Mihai Lixandru   |
| 15 | Romania (bandiera) | C     | Mihai Toma       |
| 16 | Estonia (bandiera) | D     | Joonas Tamm      |
| 17 | Romania (bandiera) | D     | Iulian Cristea   |
| 18 | Francia (bandiera) | C     | Malcom Edjouma   |
| 19 | Algeria (bandiera) | A     | Billel Omrani    |
| 20 | Romania (bandiera) | C     | Marco Dulca      |

| N. |                               | Ruolo | Calciatore              |
| -- | ----------------------------- | ----- | ----------------------- |
| 21 | Romania (bandiera)            | D     | Florin Achim            |
| 22 | Romania (bandiera)            | D     | Radu Boboc              |
| 22 | Romania (bandiera)            | C     | Deian Sorescu           |
| 23 | Romania (bandiera)            | C     | Ovidiu Popescu          |
| 24 | Moldavia (bandiera)           | C     | Vadim Rață              |
| 24 | Macedonia del Nord (bandiera) | C     | Boban Nikolov           |
| 26 | Romania (bandiera)            | C     | Răzvan Oaidă            |
| 27 | Romania (bandiera)            | C     | Darius Olaru (capitano) |
| 28 | Romania (bandiera)            | D     | Alexandru Pantea        |
| 29 | Algeria (bandiera)            | D     | Rachid Bouhenna         |
| 30 | Romania (bandiera)            | A     | Alexandru Musi          |
| 31 | Croazia (bandiera)            | A     | Ivan Mamut              |
| 32 | Romania (bandiera)            | P     | Ștefan Târnovanu        |
| 33 | Montenegro (bandiera)         | D     | Risto Radunović         |
| 77 | Romania (bandiera)            | D     | Sorin Șerban            |
| 80 | Romania (bandiera)            | C     | Eduard Rădăslăvescu     |
| 90 | Romania (bandiera)            | A     | Bogdan Rusu             |
| 96 | Italia (bandiera)             | A     | Andrea Compagno         |
| 98 | Romania (bandiera)            | A     | Andrei Cordea           |
| 99 | Romania (bandiera)            | P     | Andrei Vlad             |

## Calciomercato

### Sessione estiva(dall'1/7 al 30/9)
| Acquisti         | Acquisti            | Acquisti              | Acquisti      |
| R.               | Nome                | da                    | Modalità      |
| ---------------- | ------------------- | --------------------- | ------------- |
| P                | Răzvan Ducan        | Mioveni               | fine prestito |
| D                | Joyskim Dawa        | Botoșani              | definitivo    |
| D                | Radu Boboc          | Farul Costanza        | definitivo    |
| D                | Joonas Tamm         | Vorskla               | svincolato    |
| D                | Rachid Bouhenna     | CFR Cluj              | svincolato    |
| D                | Denis Haruț         | Botoșani              | fine prestito |
| D                | Alexandru Pantea    | Hermannstadt          | fine prestito |
| C                | Vadim Rață          | Voluntari             | definitivo    |
| C                | Marco Dulca         | Chindia Târgoviște    | definitivo    |
| C                | Boban Nikolov       | Sheriff Tiraspol      | svincolato    |
| C                | Mihai Lixandru      | Mioveni               | fine prestito |
| A                | David Miculescu     | UTA Arad              | definitivo    |
| A                | Andrea Compagno     | FC U Craiova          | definitivo    |
| A                | Eduard Rădăslăvescu | Farul Costanza        | definitivo    |
| A                | Bogdan Rusu         | Mioveni               | definitivo    |
| A                | Billel Omrani       | CFR Cluj              | svincolato    |
| Altre operazioni |                     |                       |               |
| R.               | Nome                | da                    | Modalità      |
| C                | Gabriel Simion      | Arīs Limassol         | fine prestito |
| C                | Dragoș Nedelcu      | Farul Costanza        | fine prestito |
| C                | Robert Ion          | Academica Clinceni    | fine prestito |
| C                | Andrei Pandele      | Metaloglobus Bucarest | fine prestito |
| A                | Cristian Dumitru    | Argeș Pitești         | fine prestito |
| A                | Ovidiu Horșia       | Unirea Costanza       | fine prestito |

| Cessioni         | Cessioni          | Cessioni        | Cessioni   |
| R.               | Nome              | a               | Modalità   |
| ---------------- | ----------------- | --------------- | ---------- |
| P                | Cătălin Straton   | Argeș Pitești   | svincolato |
| D                | George Miron      | Hapoel Haifa    | svincolato |
| D                | Paulo Vinícius    |                 | svincolato |
| C                | Vadim Rață        | Voluntari       | svincolato |
| C                | Mihai Lixandru    | Mioveni         | prestito   |
| C                | Florin Tănase     | Al-Jazira       | definitivo |
| C                | Ovidiu Perianu    | Botoșani        | prestito   |
| A                | Claudiu Keșerü    | UTA Arad        | svincolato |
| A                | Andrei Burlacu    | Mioveni         | svincolato |
| A                | Valentin Gheorghe | Ümraniyespor    | svincolato |
| A                | Ivan Mamut        |                 | svincolato |
| Altre operazioni |                   |                 |            |
| R.               | Nome              | da              | Modalità   |
| D                | Gabriel Simion    | U Cluj          | svincolato |
| C                | Dragoș Nedelcu    | Farul Costanza  | svincolato |
| C                | Robert Ion        | Farul Costanza  | svincolato |
| C                | Andrei Pandele    | Unirea Costanza | prestito   |
| A                | Cristian Dumitru  | Mioveni         | prestito   |
| A                | Ovidiu Horșia     | U Cluj          | prestito   |

### Sessione invernale(dall'1/1 al 28/2)
| Acquisti         | Acquisti         | Acquisti          | Acquisti      |
| R.               | Nome             | da                | Modalità      |
| ---------------- | ---------------- | ----------------- | ------------- |
| C                | Deian Sorescu    | Raków Częstochowa | prestito      |
| Altre operazioni |                  |                   |               |
| R.               | Nome             | da                | Modalità      |
| C                | Andrei Pandele   | Unirea Costanza   | fine prestito |
| C                | Ovidiu Perianu   | Botoșani          | fine prestito |
| A                | Cristian Dumitru | Mioveni           | fine prestito |

| Cessioni         | Cessioni         | Cessioni           | Cessioni   |
| R.               | Nome             | a                  | Modalità   |
| ---------------- | ---------------- | ------------------ | ---------- |
| P                | Răzvan Ducan     | Botoșani           | svincolato |
| D                | Radu Boboc       |                    | svincolato |
| D                | Rachid Bouhenna  | Iōnikos            | svincolato |
| D                | Florin Achim     |                    | svincolato |
| C                | Marco Dulca      | Chindia Târgoviște | svincolato |
| C                | Alexandru Musi   | Politehnica Iași   | prestito   |
| A                | Bogdan Rusu      | Mioveni            | definitivo |
| A                | Andrei Dumiter   | Voluntari          | svincolato |
| A                | Ianis Stoica     | U Cluj             | prestito   |
| Altre operazioni |                  |                    |            |
| R.               | Nome             | da                 | Modalità   |
| C                | Andrei Pandele   | Gloria Buzău       | prestito   |
| C                | Ovidiu Perianu   | Chindia Târgoviște | prestito   |
| A                | Cristian Dumitru |                    | svincolato |

## Risultati

### Liga I

#### Prima fase

##### Girone di andata
| Arbitro: | Marian Barbu |

|                   |           |             |
| Tănase 55’ (rig.) | Marcatori | 45+4’ Bălan |

| Arbitro: | István Kovács |

|                            |           |  |
| Dugandžić 19’ Săpunaru 40’ | Marcatori |  |

| Arbitro: | Adrian Cojocaru |

|          |           |                     |
| Tamm 47’ | Marcatori | 58’ (rig.) Compagno |

| Arbitro: | Szabolcs Kovacs |

|            |           |               |
| Balaur 26’ | Marcatori | 79’ Miculescu |

| Arbitro: | Ionuț Coza |

|                          |           |                       |
| Cordea 48’, 55’ Tamm 59’ | Marcatori | 22’ Popadiuc 28’ Popa |

| Arbitro: | George Găman |

|                 |           |                                   |
| Mailat 13’, 66’ | Marcatori | 21’ Tamm 30’ Compagno 73’ Edjouma |

| Arbitro: | Horațiu Feșnic |

|                        |           |                          |
| Dawa 34’ Edjouma 90+2’ | Marcatori | 21’ Butean 65’ Paraschiv |

| Arbitro: | Cătălin Popa |

|                                              |           |              |
| Alibec 23’ (rig.) Doukoure 45+2’ Grameni 77’ | Marcatori | 70’ Compagno |

| Arbitro: | István Kovács |

|  |           |           |
|  | Marcatori | 69’ Janga |

| Arbitro: | Marcel Bîrsan |

|               |           |                    |
| Miculescu 82’ | Marcatori | 90+7’ (rig.) Nemec |

| Arbitro: | Radu Petrescu |

|                                    |           |                       |
| Mitrea 32’ (rig.) Oaidă 66’ (aut.) | Marcatori | 45+6’ (rig.) Compagno |

| Arbitro: | George Găman |

|                                     |           |                      |
| Compagno 11’, 64’ (rig.) Cordea 87’ | Marcatori | 5’ Calcan 79’ Garita |

| Arbitro: | Horațiu Feșnic |

|  |           |                      |
|  | Marcatori | 45+2’ Dawa 47’ Coman |

| Arbitro: | Sebastian Colțescu |

|                               |           |              |
| Olaru 16’ Compagno 88’ (rig.) | Marcatori | 90+1’ Keșerü |

| Arbitro: | Marcel Bîrsan |

|  |           |                     |
|  | Marcatori | 51’ (rig.) Compagno |

##### Girone di ritorno
| Arbitro: | István Kovács |

|                     |           |            |
| Thiam 32’ Filip 40’ | Marcatori | 86’ Cordea |

| Arbitro: | Sebastian Colțescu |

|                                         |           |                      |
| Cordea 14’ Compagno 29’ Oc. Popescu 57’ | Marcatori | 76’ (rig.) Dugandžić |

| Arbitro: | Radu Petrescu |

|  |           |                         |
|  | Marcatori | 4’ Oc. Popescu 26’ Dawa |

| Arbitro: | Florin Andrei |

|                                                        |           |           |
| Edjouma 31’ Șut 45’ Coman 58’ Șut 77’ Rădăslăvescu 87’ | Marcatori | 74’ Antal |

| Arbitro: | Horațiu Feșnic |

|  |           |                                 |
|  | Marcatori | 24’ (rig.) Radunović 73’ Omrani |

| Arbitro: | Iulian Călin |

|           |           |  |
| Coman 78’ | Marcatori |  |

| Arbitro: | Adrian Cojocaru |

|  |           |            |
|  | Marcatori | 75’ Omrani |

| Arbitro: | Horațiu Feșnic |

|                                |           |                                            |
| Cordea 47’ Compagno 59’ (rig.) | Marcatori | 56’ Alibec 90+5’ (aut.) Omrani 90+6’ Borza |

| Arbitro: | Sebastian Colțescu |

|  |           |             |
|  | Marcatori | 88’ Edjouma |

| Arbitro: | Radu Petrescu |

|                   |           |                  |
| Marcelo Lopes 90’ | Marcatori | 45’, 79’ Edjouma |

| Arbitro: | Adrian Cojocaru |

|            |           |                      |
| Edjouma 1’ | Marcatori | 90+1’ (aut.) Cristea |

| Arbitro: | Marcel Bîrsan |

|              |           |                     |
| Koubemba 62’ | Marcatori | 48’ Șut 54’ Sorescu |

| Arbitro: | Ionuț Coza |

|                                             |           |            |
| Șut 5’ Compagno 29’ (rig.), 57’ Edjouma 87’ | Marcatori | 9’ Mathaus |

| Arbitro: | Andrei Chivulete |

|                                           |           |           |
| Tamm 14’ (aut.) Postolachi 64’ Ubbink 78’ | Marcatori | 18’ Coman |

| Arbitro: | Horațiu Feșnic |

|                 |           |  |
| Oc. Popescu 21’ | Marcatori |  |

#### Poule scudetto
| Arbitro: | Florin Andrei |

|             |           |              |
| Edjouma 66’ | Marcatori | 32’ Marković |

| Arbitro: | Sebastian Colțescu |

|                     |           |                       |
| Radunović 6’ (aut.) | Marcatori | 8’ Compagno 19’ Coman |

| Arbitro: | Radu Petrescu |

|              |           |           |
| Bîrligea 19’ | Marcatori | 68’ Coman |

| Arbitro: | István Kovács |

|                               |           |          |
| Compagno 35’ (rig.) Coman 47’ | Marcatori | 51’ Sali |

| Arbitro: | Horațiu Feșnic |

|          |           |  |
| Albu 21’ | Marcatori |  |

| Arbitro: | István Kovács |

|                     |           |                          |
| Koljić 90+4’ (rig.) | Marcatori | 44’ Compagno 84’ Sorescu |

| Arbitro: | Marcel Bîrsan |

|                                          |           |             |
| Miculescu 28’ Ov. Popescu 74’ Cordea 79’ | Marcatori | 67’ Tudorie |

| Arbitro: | Sebastian Colțescu |

|           |           |  |
| Coman 49’ | Marcatori |  |

| Arbitro: | Radu Petrescu |

|                                         |           |                     |
| M. Criciúma 42’ Băluță 59’ Munteanu 86’ | Marcatori | 8’ Șut 17’ Compagno |

| Arbitro: | Sebastian Colțescu |

|                 |           |                                                     |
| Oc. Popescu 58’ | Marcatori | 7’ Luckassen 17’ Pănoiu 26’ Iacob 68’, 79’ Bamgboye |

### Cupa României

#### Fase a gironi
| Arbitro: | Adrian Cojocaru |

|                         |           |                                       |
| Pop 8’ Postolachi 90+6’ | Marcatori | 22’ (rig.) Radunović 48’ Rădăslăvescu |

| Galați 10 novembre 2022, ore 21:00 EET 2ª giornata | Oțelul Galați | 0 – 0 referto | FCSB | Stadio Oțelul (13 000 spett.)\| Arbitro: \| Rareș Vidican \| |
| Arbitro:                                           | Rareș Vidican |               |      |                                                              |

| Arbitro: | Marian Barbu |

|  |           |                     |
|  | Marcatori | 53’ Musi 90’ Tănasă |

### UEFA Europa Conference League

#### Fase di qualificazione
| Arbitro: | Kai Erik Steen |

|                  |           |  |
| Nonikashvili 41’ | Marcatori |  |

| Arbitro: | Jonathan Lardot |

|                                                     |           |                                |
| Dawa 44’ Edjouma 55’ Coman 80’ Radunović 87’ (rig.) | Marcatori | 69’ Sikharulidze 78’ Tabatadze |

| Arbitro: | Rade Obrenovič |

|  |           |          |
|  | Marcatori | 69’ Tamm |

| Arbitro: | Əliyar Ağayev |

|            |           |  |
| Cordea 28’ | Marcatori |  |

#### Spareggi
| Arbitro: | Giorgi Kruashvili |

|          |           |                        |
| Coman 3’ | Marcatori | 5’ Kabran 35’ Bjørshol |

| Arbitro: | Tamás Bognár |

|                   |           |                                              |
| Tripić 26’ (rig.) | Marcatori | 2’ Edjouma 54’ Cordea 90+4’ (rig.) Radunović |

#### Fase a gironi
| Arbitro: | Benoît Bastien |

|                                          |           |            |
| Bowen 69’ (rig.) Emerson 74’ Antonio 90’ | Marcatori | 34’ Cordea |

| Bucarest 15 settembre 2022, ore 21:00 CEST 2ª giornata | FCSB               | 0 – 0 referto | Anderlecht | Arena Națională (29 613 spett.)\| Arbitro: \| Sebastian Gishamer \| |
| Arbitro:                                               | Sebastian Gishamer |               |            |                                                                     |

| Arbitro: | Mykola Balakin |

|                                                                 |           |  |
| Klynge 3’ Kusk 7’ Helenius 35’ (rig.) Þórðarson 58’ Adamsen 71’ | Marcatori |  |

| Arbitro: | Nick Walsh |

|  |           |                                                      |
|  | Marcatori | 12’ Kusk 16’ Klynge 63’ Tengstedt 68’, 70’ Jørgensen |

| Arbitro: | Manfredas Lukjančukas |

|                                |           |                       |
| Verschaeren 38’ Vertonghen 75’ | Marcatori | 60’ Compagno 82’ Dawa |

| Arbitro: | Sascha Stegemann |

|  |           |                                  |
|  | Marcatori | 40’, 65’ Fornals 56’ (aut.) Dawa |

## Statistiche

### Statistiche di squadra
Statistiche aggiornate al 4 giugno 2023.
| Competizione      | Competizione      | Punti | In casa | In casa | In casa | In casa | In casa | In casa | In trasferta | In trasferta | In trasferta | In trasferta | In trasferta | In trasferta | Totale | Totale | Totale | Totale | Totale | Totale | DR  |
| Competizione      | Competizione      | Punti | G       | V       | N       | P       | Gf      | Gs      | G            | V            | N            | P            | Gf           | Gs           | G      | V      | N      | P      | Gf     | Gs     | DR  |
| ----------------- | ----------------- | ----- | ------- | ------- | ------- | ------- | ------- | ------- | ------------ | ------------ | ------------ | ------------ | ------------ | ------------ | ------ | ------ | ------ | ------ | ------ | ------ | --- |
| Liga I            | Prima fase        | 57    | 15      | 8       | 5       | 2       | 30      | 18      | 15           | 9            | 1            | 5            | 21           | 17           | 30     | 17     | 6      | 7      | 51     | 35     | +16 |
| Liga I            | Poule scudetto    | 17    | 5       | 3       | 1       | 1       | 8       | 8       | 5            | 2            | 1            | 2            | 7            | 7            | 10     | 5      | 2      | 3      | 15     | 15     | +0  |
| Cupa României     | Cupa României     | -     | 0       | 0       | 0       | 0       | 0       | 0       | 3            | 1            | 2            | 0            | 4            | 2            | 3      | 1      | 2      | 0      | 4      | 2      | +2  |
| Conference League | Conference League | 2     | 6       | 2       | 1       | 3       | 6       | 12      | 6            | 2            | 1            | 3            | 7            | 12           | 12     | 0      | 0      | 0      | 13     | 24     | -11 |
| Totale            | Totale            | -     | 26      | 13      | 7       | 6       | 44      | 38      | 29           | 14           | 5            | 10           | 39           | 38           | 55     | 23     | 10     | 10     | 83     | 76     | +7  |

### Andamento in campionato

#### Prima fase
| Giornata  | 1 | 2  | 3  | 4  | 5  | 6  | 7  | 8  | 9  | 10 | 11 | 12 | 13 | 14 | 15 | 16 | 17 | 18 | 19 | 20 | 21 | 22 | 23 | 24 | 25 | 26 | 27 | 28 | 29 | 30 |
| --------- | - | -- | -- | -- | -- | -- | -- | -- | -- | -- | -- | -- | -- | -- | -- | -- | -- | -- | -- | -- | -- | -- | -- | -- | -- | -- | -- | -- | -- | -- |
| Luogo     | C | T  | C  | T  | C  | T  | C  | T  | C  | C  | T  | C  | T  | C  | T  | T  | C  | T  | C  | T  | C  | T  | C  | T  | T  | C  | T  | C  | T  | C  |
| Risultato | N | P  | N  | N  | V  | V  | N  | P  | P  | N  | P  | V  | V  | V  | V  | P  | V  | V  | V  | V  | V  | V  | P  | V  | V  | N  | V  | V  | P  | V  |
| Posizione | 7 | 13 | 11 | 13 | 12 | 13 | 12 | 13 | 13 | 12 | 13 | 13 | 12 | 7  | 6  | 7  | 7  | 6  | 4  | 4  | 4  | 3  | 4  | 4  | 3  | 3  | 3  | 3  | 3  | 3  |

Legenda:

Luogo: C = Casa; T = Trasferta. Risultato: V = Vittoria; N = Pareggio; P = Sconfitta.

#### Poule scudetto
| Giornata  | 1 | 2 | 3 | 4 | 5 | 6 | 7 | 8 | 9 | 10 |
| --------- | - | - | - | - | - | - | - | - | - | -- |
| Luogo     | C | T | T | C | T | T | C | C | T | C  |
| Risultato | N | V | N | V | P | V | V | V | P | P  |
| Posizione | 3 | 3 | 3 | 3 | 3 | 2 | 2 | 2 | 2 | 2  |

Legenda:

Luogo: C = Casa; T = Trasferta. Risultato: V = Vittoria; N = Pareggio; P = Sconfitta.

### Statistiche dei giocatori
Sono in corsivo i calciatori che hanno lasciato la società a stagione in corso.
Statistiche aggiornate al 4 giugno 2023.
| Giocatore       | Liga I   | Liga I | Liga I      | Liga I     | Cupa României | Cupa României | Cupa României | Cupa României | Conference League | Conference League | Conference League | Conference League | Totale   | Totale | Totale      | Totale     |
| Giocatore       | Presenze | Reti   | Ammonizioni | Espulsioni | Presenze      | Reti          | Ammonizioni   | Espulsioni    | Presenze          | Reti              | Ammonizioni       | Espulsioni        | Presenze | Reti   | Ammonizioni | Espulsioni |
| --------------- | -------- | ------ | ----------- | ---------- | ------------- | ------------- | ------------- | ------------- | ----------------- | ----------------- | ----------------- | ----------------- | -------- | ------ | ----------- | ---------- |
| F. Achim        | 0        | 0      | 0           | 0          | 0             | 0             | 0             | 0             | 0                 | 0                 | 0                 | 0                 | 0        | 0      | 0           | 0          |
| R. Boboc        | 5        | 0      | 0           | 0          | 3             | 0             | 1             | 0             | 2                 | 0                 | 0                 | 0                 | 10       | 0      | 1           | 0          |
| R. Bouhenna     | 4        | 0      | 0           | 0          | 2             | 2             | 1             | 0             | 3                 | 0                 | 0                 | 0                 | 9        | 2      | 1           | 0          |
| F. Coman        | 35       | 8      | 6           | 0          | 1             | 0             | 1             | 0             | 8                 | 2                 | 3                 | 0                 | 44       | 10     | 10          | 0          |
| A. Compagno     | 27       | 15     | 6           | 0          | 0             | 0             | 0             | 0             | 5                 | 1                 | 2                 | 0                 | 32       | 16     | 8           | 0          |
| A. Cordea       | 37       | 7      | 6           | 0          | 0             | 0             | 0             | 0             | 9                 | 3                 | 1                 | 1                 | 46       | 10     | 7           | 1          |
| V. Crețu        | 17       | 0      | 4           | 0          | 1             | 0             | 0             | 0             | 6                 | 0                 | 1                 | 0                 | 24       | 0      | 5           | 0          |
| I. Cristea      | 14       | 0      | 2           | 0          | 0             | 0             | 0             | 0             | 1                 | 0                 | 0                 | 0                 | 15       | 0      | 2           | 0          |
| J. Dawa         | 35       | 3      | 9           | 1          | 11            | 2             | 2             | 0             | 0                 | 0                 | 0                 | 0                 | 46       | 5      | 11          | 1          |
| R. Ducan        | 0        | 0      | 0           | 0          | 1             | 0             | 0             | 0             | 0                 | 0                 | 0                 | 0                 | 1        | 0      | 0           | 0          |
| M. Dulca        | 5        | 0      | 0           | 0          | 3             | 0             | 0             | 0             | 5                 | 0                 | 1                 | 0                 | 13       | 0      | 1           | 0          |
| A. Dumiter      | 1        | 0      | 0           | 0          | 2             | 0             | 0             | 0             | 2                 | 0                 | 0                 | 0                 | 5        | 0      | 0           | 0          |
| M. Edjouma      | 29       | 9      | 5           | 1          | 0             | 0             | 0             | 0             | 11                | 2                 | 2                 | 0                 | 40       | 11     | 7           | 1          |
| D. Haruț        | 9        | 0      | 0           | 0          | 2             | 0             | 1             | 0             | 5                 | 0                 | 1                 | 0                 | 16       | 0      | 2           | 0          |
| M. Lixandru     | 0        | 0      | 0           | 0          | 0             | 0             | 0             | 0             | 2                 | 0                 | 0                 | 0                 | 2        | 0      | 0           | 0          |
| I. Mamut        | 2        | 0      | 0           | 0          | 0             | 0             | 0             | 0             | 1                 | 0                 | 0                 | 0                 | 3        | 0      | 0           | 0          |
| A. Maxim        | 0        | 0      | 0           | 0          | 0             | 0             | 0             | 0             | 0                 | 0                 | 0                 | 0                 | 0        | 0      | 0           | 0          |
| D. Miculescu    | 36       | 3      | 6           | 0          | 2             | 0             | 1             | 0             | 9                 | 0                 | 3                 | 0                 | 47       | 3      | 10          | 0          |
| A. Musi         | 3        | 0      | 0           | 0          | 3             | 1             | 0             | 0             | 2                 | 0                 | 0                 | 0                 | 8        | 1      | 0           | 0          |
| B. Nikolov      | 11       | 0      | 1           | 0          | 2             | 0             | 1             | 0             | 0                 | 0                 | 0                 | 0                 | 13       | 0      | 2           | 0          |
| R. Oaidă        | 22       | 0      | 5           | 0          | 1             | 0             | 0             | 0             | 11                | 0                 | 1                 | 0                 | 34       | 0      | 6           | 0          |
| D. Olaru        | 37       | 1      | 5           | 0          | 0             | 0             | 0             | 0             | 10                | 0                 | 5                 | 0                 | 47       | 1      | 10          | 0          |
| B. Omrani       | 22       | 2      | 3           | 0          | 0             | 0             | 0             | 0             | 0                 | 0                 | 0                 | 0                 | 22       | 2      | 3           | 0          |
| A. Pantea       | 17       | 0      | 5           | 0          | 1             | 0             | 0             | 0             | 6                 | 0                 | 0                 | 0                 | 24       | 0      | 5           | 0          |
| I. Panțîru      | 0        | 0      | 0           | 0          | 0             | 0             | 0             | 0             | 0                 | 0                 | 0                 | 0                 | 0        | 0      | 0           | 0          |
| Oc. Popescu     | 36       | 4      | 5           | 1          | 1             | 0             | 2             | 1             | 12                | 0                 | 4                 | 0                 | 49       | 4      | 11          | 2          |
| Ov. Popescu     | 17       | 1      | 0           | 0          | 0             | 0             | 0             | 0             | 3                 | 0                 | 1                 | 0                 | 20       | 1      | 1           | 0          |
| R. Radunović    | 31       | 1      | 8           | 0          | 1             | 1             | 2             | 1             | 9                 | 2                 | 1                 | 0                 | 41       | 4      | 11          | 1          |
| V. Rață         | 2        | 0      | 0           | 0          | 0             | 0             | 0             | 0             | 1                 | 0                 | 0                 | 0                 | 3        | 0      | 0           | 0          |
| E. Rădăslăvescu | 14       | 1      | 0           | 0          | 2             | 1             | 0             | 0             | 5                 | 0                 | 0                 | 0                 | 21       | 2      | 0           | 0          |
| B. Rusu         | 3        | 0      | 1           | 0          | 2             | 0             | 0             | 0             | 8                 | 0                 | 0                 | 0                 | 13       | 0      | 1           | 0          |
| D. Sorescu      | 18       | 2      | 4           | 0          | 0             | 0             | 0             | 0             | 0                 | 0                 | 0                 | 0                 | 18       | 2      | 4           | 0          |
| I. Stoica       | 6        | 0      | 0           | 0          | 2             | 0             | 0             | 0             | 11                | 0                 | 1                 | 0                 | 19       | 0      | 1           | 0          |
| S. Șerban       | 2        | 0      | 1           | 0          | 1             | 0             | 0             | 0             | 0                 | 0                 | 0                 | 0                 | 3        | 0      | 1           | 0          |
| A. Șut          | 32       | 5      | 3           | 0          | 1             | 0             | 0             | 0             | 4                 | 0                 | 1                 | 0                 | 37       | 5      | 4           | 0          |
| J. Tamm         | 35       | 3      | 4           | 0          | 0             | 0             | 0             | 0             | 9                 | 1                 | 3                 | 0                 | 44       | 4      | 7           | 0          |
| M. Tănăsa       | 0        | 0      | 0           | 0          | 1             | 1             | 0             | 0             | 0                 | 0                 | 0                 | 0                 | 1        | 1      | 0           | 0          |
| F. Tănase       | 2        | 1      | 0           | 0          | 0             | 0             | 0             | 0             | 1                 | 0                 | 0                 | 0                 | 3        | 1      | 0           | 0          |
| Ș. Târnovanu    | 37       | -49    | 3           | 0          | 0             | 0             | 0             | 0             | 12                | -24               | 1                 | 0                 | 49       | -73    | 4           | 0          |
| M. Toma         | 0        | 0      | 0           | 0          | 0             | 0             | 0             | 0             | 0                 | 0                 | 0                 | 0                 | 0        | 0      | 0           | 0          |
| A. Vlad         | 3        | -1     | 0           | 0          | 2             | -2            | 0             | 0             | 0                 | 0                 | 0                 | 0                 | 5        | -3     | 0           | 0          |